# Новые мутанты (фильм)
«Но́вые мута́нты» (англ. The New Mutants) — американский супергеройский фильм ужасов 2020 года, основанный на комиксах издательства Marvel Comics об одноимённой команде. Это спин-офф серии фильмов о Людях Икс и тринадцатый и заключительный фильм в серии, прежде чем вся серия была перенесена в Marvel. Режиссёром фильма стал Джош Бун, который также написал сценарий вместе с Нейтом Ли, в главных ролях Блю Хант, Аня Тейлор-Джой, Мэйси Уильямс, Чарли Хитон и Алисе Брага. По сюжету группа молодых мутантов, содержащихся в секретном учреждении, борется за своё спасение.
Бун и Ли впервые начали работу над фильмом после того, как Бун завершил работу над фильмом «Виноваты звёзды». Пара представила возможную кинотрилогию продюсеру Людей Икс Саймону Кинбергу, и в мае 2015 года они официально подписали контракт на проект. Ходили слухи, что Тейлор-Джой и Уильямс будут отобраны в марте 2016 года и они были подтверждены спустя более года, когда была подтверждена остальная часть актёрского состава. Съёмки проходили с июля по сентябрь 2017 года в Бостоне, штат Массачусетс, в основном в государственной больнице Медфилда, фильм планировалось выпустить в апреле 2018 года. Затем фильм был отложен, пока планировались пересъёмки, и Disney начала процесс приобретения производственной компании 20th Century Fox. После завершения приобретения Бун вернулся к работе над фильмом, и производство было завершено в марте 2020 года без пересъёмок.
Фильм был выпущен 28 августа 2020 года в США и 3 сентября в России компанией 20th Century Studios. Он получил в целом смешанные отзывы от критиков и провалился в прокате, заработав 49 миллионов долларов по всему миру при бюджете в 67—80 миллионов долларов.

## Сюжет
Пять подростков мутантов со сверхспособностями, помещены на секретный объект и содержатся против воли. Им необходимо научиться контролировать свою силу, а также разобраться с историей прошлого.

## В ролях
- Блю Хант[англ.] — Даниелль «Дани» Мунстар / Мираж:
Индейский мутант, который может создавать иллюзии, основанные на страхах и желаниях других людей[7]. Фильм рассказывает историю любви между Рейн и Дани, которая, по мнению Уильямс, была естественным продолжением персонажей комиксов, имеющих телепатическую связь. Бун описал это как «хребет и фокус» «материалов, управляемых персонажами» фильма[8].
- Аня Тейлор-Джой — Ульяна Распутина / Мэджик:
Руcский мутант, обладающая магическими способностями[9], она может взять Меч души и использовать телепортацию[9][10]. Ульяна — таинственная сестра Колосса, члена Людей Икс, появившегося в предыдущих фильмах серии[11]. У неё есть спутник — фиолетовый дракон Локхид[10].
  - Колби Ганнетт исполняет роль Ульяны в детстве.
- Мэйси Уильямс — Рейн Синклер / Волчица[англ.]:
Шотландский мутант, которая может превратиться в волка и изо всех сил пытается усмирить свою способность со своими религиозными убеждениями[9]. Уильямс убедили присоединиться к фильму после обсуждения религиозного происхождения персонажа с Джошем Буном, который отождествлял себя с персонажем комиксов из-за его собственного строгого религиозного воспитания[8].
- Генри Зага — Бобби да Коста / Санспот[англ.]:
Бразильский мутант, который может манипулировать солнечной энергией[12].
- Чарли Хитон — Сэм Гатри / Пушечное ядро:
Американский мутант, который может летать с помощью реактивной силы подобно ядру и при этом быть неуязвимым[13].
- Алисе Брага — доктор Сесилия Рейес[англ.]:
Строгий наставник группы и врач, который может создавать вокруг себя защитные поля[14].
- Томас Ки — Томас Гатри, отец Сэма.
- Хэппи Андерсон — преподобный Крейг, священник из деревни Рейн.
- Смайлики, обидчики Ульяны, исполнены Дастином Сейтамером, их озвучил Мэрилин Мэнсон[15].
- Адам Бич — Уильям Лонстар: отец Дэни из племени шайеннов.

## Производство

### Разработка
В 2009 году Лорен Шулер Доннер, продюсер серии фильмов о Людях Икс, объявила /Film, что заинтересована в экранизации серии комиксов «Новые мутанты», но фильм ещё не был представлен компанией 20th Century Fox. После завершения работы над фильмом «Виноваты звёзды» режиссёр Джош Бун создал комикс со своим лучшим другом детства Нейтом Ли, используя панели из комиксов Криса Клермонта и Билла Сенкевича «Новые мутанты», чтобы проиллюстрировать, какой будет возможная кинотрилогия, основанная на этих комиксах. Пара в детстве была поклонниками персонажей, а Бун назвал комиксы «действительно тёмными, интересными и отличными от типичных комиксов о Людях Икс, которые мы читали». Бун и Ли отнесли комикс Саймону Кинбергу, одному из продюсеров серии фильмов о Людях Икс, которому он «действительно понравился». В мае 2015 года Fox заключила сделку, чтобы Бун снял фильм по сценарию, который он написал вместе с Ли, продюсерами выступили Кинберг и Доннер. Первоначально фильм был предназначен для расширения вселенной франшизы «Люди Икс», и его действие должно было происходить спустя три года после событий фильма «Люди Икс: Апокалипсис». Работая над первым черновиком сценария, Бун отправил его и свои идеи для фильма Сенкевичу, который думал, что Бун «разобрался» а не просто скопировал комиксы.
Обновляя статус фильма в марте 2016 года, Кинберг сказал, что Бун и Ли работают над сценарием и что, как и «Дэдпул», фильм будет отличаться от основных фильмов о Людях Икс, «возможно, не так отличаться, как „Дэдпул“, но у него есть свой уникальный, оригинальный голос». Кинберг сказал, что в фильме будет «вибрация» подростка и что есть возможность появления персонажей, появивщихся в предыдущих фильмах, а именно Варпатч, Санспот и Профессор Икс, которые в комиксах имеют связи с новыми мутантами". Также в то время сообщалось, что Мэйси Уильямс и Аню Тейлор-Джой рассматривали на роли Рейн Синклер / Волчица и Ульяны Распутиной / Мэджик соответственно. Остальная часть команды должна была состоять из персонажей Сэма Гатри / Пушечное ядро, Бобби да Косты / Санспот и Даниелль «Дани» Мунстар / Мираж. Сансппот ранее появлялся в фильме «Люди Икс: Дни минувшего будущего», его сыграл Адан Канто, который подтвердил, что не вернётся к новому фильму. Говорилось, что Джеймс МаэЭвой, который сыграл профессора Икс в нескольких предыдущих фильмах о Людях Икс, сыграл значительную роль вместе с Александрой Шипп, которая, как ожидалось, повторит роль Шторм из «Людей Икс: Апокалипсис».
В мае 2016 года Кинберг подтвердил, что сценарий включает в себя профессора Икс, и он выразил надежду на то, что съёмки начнутся в начале 2017 года. К августу того же года состав команды расширился, включив в себя персонажа Уорлока, в то время как Скотт Нойштадтер и Майкл Х. Вебер, которые работал с Буном над сценарием фильма «Виноваты звёзды», работали над новым черновиком сценария, а Бун и Ли были заняты другим проектом. В ноябре отчёт о кастинге Уильямс и Тейлор-Джой считался точным, и Нэта Вулффа рассматривали на роль Пушечного ядра после работы с Буном над фильмом «Виноваты звёзды». Персонаж Демонический медведь должен был стать главным антагонистом фильма, а проект стал больше «фильмом ужасов в стиле Стивена Кинга встречающего Джона Хьюза». Бун вскоре отметил, что Демонический медведь был для него очень личным злодеем в детстве, так как он «был воспитан очень религиозными родителями. Они были евангельскими южными баптистами и верили в восхищение; они верили, что дьявол реален; они верили в демонов».

### Подготовка к съёмкам
Подготовка к съёмкам началась в апреле 2017 года в Бостоне, штат Массачусетс. Местонахождение проходило, в том числе в государственной больнице Медфилда, которая ранее использовалась в качестве места съёмок «Острова проклятых». Fox запланировала дату выхода фильма на 13 апреля 2018 года. Несколько недель спустя студия официально объявила о кастинге Тейлор-Джой и Уильямс и о том, что она «прилагает серьёзные усилия для поиска этнически подходящих актёров» для остальной части актёрского состава, ища южноамериканских и индейских актёров, чтобы сыграть Санспота и Мунстар соответственно. К тому времени Макевой больше не должен был появляться в фильме; Вулфф больше не был в бегах, чтобы изобразить Пушечное ядро; и Карен Розенфельт выступила продюсером вместе с Кинбергом, который в конечном итоге потратил большую часть производства, сосредоточившись на создании фильма «Люди Икс: Тёмный Феникс».
В конце мая Генри Зага должен был получить роль Санспота, а Розарио Доусон, которая также исполняет в различных телесериалах Marvel Netflix роль Клэр Темпл, вела переговоры о присоединении к фильму в роли Сесилии Рейес, наставника команды. Было объяснено, что Макевой больше не участвовал из-за того, что профессор Икс был убран из сценария с дальнейшими черновиками, а Шторм Шиппа также был убран из фильма. Брат Ульяны Колосс, ещё один персонаж, появившийся в предыдущих фильмах о Людях Икс, также не появился, несмотря на то, что он был включён в ранние версии сценария, и Бун решил включить его в будущие фильмы. Бун подтвердил, что фильм будет «полноценным фильмом ужасов, действие которого происходит во вселенной Людей Икс. Костюмов нет. Суперзлодеев нет. Мы пытаемся сделать что-то очень, очень другое». Ранее он говорил, что не любит фильмы ужасов, за исключением «классических», таких как «Изгоняющий дьявола», «Ребёнок Розмари» и «Сияние», но искал «первоисточник и чемпиона, делающих престижные версии фильмов ужасов», основанных на его любви к романам ужасов, таким как произведения Кинга. В конце месяца Чарли Хитон вёл переговоры о том, чтобы исполнить роль Пушечного ядра.
Было подтверждено, что Зага, Доусон и Хитон были выбраны в начале июня, а Блю Хант получила роль Мунстар после обширного и сложного международного поиска, в котором приоритет отдавался «этнической аутентичности». Считается, что персонаж занимает центральное место в сюжетной линии «Демонический медведь», на которой фокусируется фильм. В конце того же месяца Доусон покинула проект, и на роль Рейес была выбрана Алисе Брага. Окончательный сценарий съёмок фильма включал в себя вклад Скотта Фрэнка, Джоша Зетумера, Чада и Кэри Хейса, Сета Грэма-Смита, Нойштадтера и Вебера, а также «писательскую команду» из шести человек, которую Fox наняла для создания идей для фильма, а также «разорвать сценарий и собрать его обратно». На протяжении всего процесса разработки фильма сценарий эволюционировал от фильма «полного ужасов», который изначально хотели сделать Бун и Ли и которому Fox сопротивлялась, до компромиссной версии без «чрезмерной крови и страха» и более «подростковой». Бун создал раскадровки с художницей Эшли Р. Гиллори и планировал все кадры перед съёмками.
Кастинг Генри Заги в роли Роберто да Косты был встречен некоторыми спорами. Зага, будучи бразильцем в реальной жизни, изображает персонажа, который в комиксах имеет афробразильское происхождение. Бун заявил: «Моя цель состояла в том, чтобы убрать настоящего бразильца, и я видел 300 себя чёрных, коричневых, светлокожих. Я видел все тени солнца. То же самое было с Блю Хант… Моя цель состояла в том, чтобы найти лучшего актёра, который, поскольку они проделали так мало работы, был, по крайней мере, ближе всего к тому, что я видел в своей голове для персонажа… может быть, если бы Генри не существовало, я бы нашёл кого-то более темнокожего, который иллюстрировал то, что мне нужно. Но для меня это никогда не было связано с цветом их кожи». Он добавил, что его не беспокоит реальный расизм, который существует в Бразилии, и что он хочет, чтобы персонаж был позитивным представлением нации.

### Съёмки
Съёмки начались 10 июля 2017 года в Бостоне под рабочим названием «Growing Pains». Оператором фильма выступил Питер Деминг. Большая часть фильма была снята в государственной больнице Медфилда, где Бун сказал, что с каждым членом съёмочной группы были «странные вещи». Бун хотел максимально использовать практические эффекты, чтобы фильм был фильмом ужасов, на котором он вырос. Например, он заставил актёров нажимать на листы спандекса, чтобы создать эффект фигур, проходящих сквозь стены комнаты — техника, созданная Уэсом Крэйвеном. В 10 % фильма был использован зелёный экран. На съёмочной площадке Бун объяснил, что сценарий был переписан после смешанной реакции критиков на «Апокалипсис», так что действие происходит в наши дни, а не в 1980-х годах, что убрало профессора Икс и Шторм из сюжета. Бун чувствовал, что на фильм не сильно повлияло это изменение, так как его ограниченное расположение и отсутствие технологий означали, что «с точки зрения сеттинга это вполне могут быть 80-е. Это не сильно изменило наш сюжет».
Председатель и генеральный директор Fox Стейси Снайдер описала обстановку фильма как содержание под стражей в фильме «Клуб «Завтрак»», пересекающееся с учреждением фильма «Пролетая над гнездом кукушки (фильм)». Она сказала, что фильм был "домом с привидениями с кучей гормональных подростков. Мы не видели супергеройский фильм, жанр которого больше похож на «Сияние», чем на «мы подростки, давайте спасём мир». Бун также находился под влиянием фильма «Кошмар на улице Вязов 3: Воины сна». Он объяснил, что Уорлок считался слишком дорогим персонажем, для бюджета фильма, но может появиться в продолжении, и уточнил, что Демонический медведь не будет главным антагонистом фильма, но появится, так как фильм был «очень вдохновлён» комиксами, в которых этот персонаж является главным злодеем. Съёмки также проходили в городах Миллис, Линн и Уэймут и завершились 16 сентября 2017 года. Съёмки фильма были описаны как «стрессовые» для Буна, который чувствовал себя «немного кастрированным» во время процесса из-за необходимости смягчить фильм от своих оригинальных идей «полных ужасов».

### Постпроизводство

#### Первоначальная версия
Бун и его постоянные монтажёры Мэтью Ранделл и Робб Салливан передали Fox часть фильма, которой они были довольны, и они были протестированы, также как начальные показы «Дэдпула». Было запланировано три дня дополнительных съёмок, чтобы завершить фильм, который Бун, Ли и Fox согласились сделать. Однако после успешного проката фильма «Оно» студия убрала первый трейлер «Новых мутантов», чтобы сосредоточиться на «элементах ужасов из фильма, по сути, продавая его как прямой фильм ужасов». С положительной реакцией на предпоказ Fox решила сделать фильм более похожим на оригинальное видение Буна, а не завершать версию, которую они делали во время производства.

#### Планированные пересъёмки
В январе 2018 года дата выхода фильма была перенесена на 22 февраля 2019 года. Это позволило ему избежать конкуренции с «Дэдпулом 2», который только что был перенесён на дату, когда оба фильма были бы в кинотеатрах одновременно на определённых рынках. Это также дало время для пересъёмок, необходимых студии, чтобы сделать фильм более соответствующим первоначальному видению Буна. Отвечая на вопрос об этой задержке, Уильямс заявила, что во время съёмок были опасения по поводу короткого перехода от окончания съёмок до ранее установленной даты выхода, особенно с количеством визуальных эффектов, всё ещё необходимых для завершения фильма, поэтому, по её мнению, задержка была «к лучшему». Дополнительные съёмки были запланированы на середину 2018 года. Ожидалось, что он будет включать в себя нескольких новых персонажей, которые будут появляться на протяжении всего фильма, а не просто в эпизодической роли.
В марте 2018 года Fox снова перенесла дату выхода, дистанцировав его от новой даты выхода «Тёмного Феникса» в феврале 2019 года, перенеся на 2 августа 2019 года. На тот момент студия считала, что требуемые пересъёмки были более обширными, чем считалось ранее, с намерением переснять по крайней мере половину фильма. Намерение состояло в том, чтобы сделать фильм максимально отличным от других фильмов серии, глядя на разнообразие «Дэдпула» и «Логана». Они полагали, что фильм не переживёт ту же судьбу, что и "Фантастическая четвёрка (2015), которая прошла через аналогичные проблемы с производством и стала «провалом», а проблемы не были помещены на Буна, что позволило ему писать сценарий и режиссировать пересъёмки, чтобы завершить по своему первоначальному видению.
Помимо регулировки тона фильма путём пересъёмок, они также планировали изменить сюжет антагониста в фильме. Первоначально предполагалось показать Корпорацию Эссекса, которая была впервые показана в конце фильма «Люди Икс: Апокалипсис», со сценой после титров с изображением Джона Хэмма в роли злодея Натаниэля Эссекса / Мистера Зловещего, Fox попросила включить новую сцену после титров, представляющую Антонио Бандераса в роли отца Санспота Эммануэля да Коссты. Кинберг позже отрицал, что актёр когда-либо был выбран на роль Мистера Зловещего, когда он рассказал, что персонаж должен был быть включён в отменённый фильм «Гамбит». Позже Хэмм рассказал, что, хотя велись переговоры о том, чтобы он сыграл мистера Зловещего, его сцена так и не была снята.

#### Приобретение Disney-ем
Пересъёмки фильма должны были начаться в конце сентября 2018 года, когда Кинберг заявила: «Зрители действительно охватывали понятие супергеройского фильма или кинокомикса, который по своей сути был фильмом ужасов». После приобретения в марте 2019 года Fox Disney-ем выяснилось, что дополнительные съёмки не состоялись, и они не были «запланированы до сих пор». Работа зависела от участия Буна и принятия решений выпустить фильм на одном из потоковых сервисов, принадлежащих The Walt Disney Company. Месяц спустя на CinemaCon 2019 года Disney подтвердила, что фильм будет выпущен в кинотеатрах, но указала, что дата его выхода может быть скорректирована, чтобы лучше соответствовать существующему расписанию Disney. Спустя месяц студия перенесла дату выхода фильма на 3 апреля 2020 года. и пересъёмки должны были состояться в 2019 году. Кинберг объяснил, что им нужно время, потому что творческая команда всё ещё решала, какие части фильма переснять из-за трудностей воссоединения актёров, учитывая их напряжённый график.
Сообщалось, что в августе 2019 года Disney не была впечатлена оригинальной версией фильма, полагая, что у неё «ограниченная кассовая возможность». Дополнительная работа была завершена с тех пор, как Disney приобрела Fox, чтобы привести фильм в соответствие с оригинальным видением Буна, и тестовые показы с этими изменениями были положительными. Помимо того, что фильм был более ужасным, эти изменения также включали в себя устранение явных связей с фильмами о Людях Икс. Тем не менее, фильм в том виде, в каком он был выпущен, ссылается на предыдущие фильмы, с включением Корпорации Эссекса, соединяющей фильм со сценой после титров «Апокалипсиса» и «Логаном». К декабрю того же года было подтверждено, что работа над фильмом велась, в то время как маркетинг был скорректирован в соответствии со стилем Marvel Studios. Бун заявил, что окончательная версия фильма соответствовала его первоначальному видению. В январе 2020 года официальный сайт фан-клуба Disney D23 описал фильм как «новое дополнение к кинематографической вселенной Marvel», заявление, которое было быстро подхвачено фанатами и репортёрами. Вскоре после этого все упоминания о фильме были удалены с веб-сайта, когда Disney определила это как ошибку и заявила, что фильм не будет частью КВМ.

#### Окончательная версия
7 марта 2020 года Бун заявил, что производство фильма завершено. Вскоре после этого он объяснил, что работа над фильмом остановилась, когда началось приобретение Disney-ем Fox, и поэтому никаких пересъёмок фильма не было, даже стандартных пик-апов, которые уже были запланированы во время подготовки к съёмкам. В то время было монтажировано около 75 % фильма, в то время как большая часть визуальных эффектов фильма также не была закончена. К моменту завершения приобретения Бун собирался начать работу над телесериалом «Противостояние». Прежде чем начать производство этого сериала, Disney спросила Буна, вернётся ли он, чтобы закончить фильм. Ранделл и Салливан работали над «Противостоянием» и не могли продолжать монтаж «Новых мутантов», поэтому Бун пригласил монтажёра Эндрю Бакленда, чтобы помочь закончить фильм.
Работа, необходимая для завершения фильма, когда Бун вернулся, включала в себя завершение визуальных эффектов и монтаж вместе с сосценаристом Ли, что заняло несколько месяцев. Пересъёмки фильма на тот момент могли быть запланированы, но Бун обнаружил, что актёрский состав слишком стареет с тех пор, как были сделаны основные съёмки. Он также чувствовал, что нет смысла добавлять сцены после титров с Бандерасом, так как маловероятно, что они смогут сделать продолжение, когда Disney владел правами на Людей Икс и интегрирует их в КВМ. Описывая возвращение к работе над фильмом, Бун сказал: «Мы не видели его уже год. Мы сделали кучу вещей здесь и там, о которых не думали и не замечали год назад». Визуальные эффекты, которые ещё нужно было закончить, включали способности Ульяны, включая её Меч души, который она материализует, а также её спутникк-дракона Локхид. Визуальные эффекты были созданы компаниями DNEG, Method Studios и Moving Picture Company, а Оливье Дюмон был руководителем визуальных эффектов. После завершения фильма Бун воссоединил актёрский состав для первого официального показа в Нью-Йорке, после чего Уильямс заявила: «Фильм — это именно тот фильм, который мы должны были сделать».
12 марта 2020 года Disney убрала фильм из своего графика релизов вместе с несколькими другими фильмами из-за пандемии COVID-19 и хотела перенести дату выхода на более поздний срок 2020 года. 4 мая фильм был автоматически указан для предварительного заказа на Amazon в соответствии с предыдущей датой выхода фильма в апреле 2020 года. Спустя несколько часов после того, как о нём широко сообщалось, Amazon сократила листинг. В то время всё ещё ожидалось, что фильм получит театральный показ, а не будет выпущен в потоковом сервисе, как это было во время пандемии. Позднее Disney перенесла дату выхода фильма на 28 августа 2020 года.

## Музыка
В декабре 2017 года было подтверждено, что Нейт Уолкотт и Майк Могис, ранее работавшие с Буном над его предыдущими фильмами, напишут музыку к фильму. В мае 2018 года Мэрилин Мэнсон объявил, что его кавер-версия песни «Cry Little Sister», первоначально написанная для фильма «Пропащие ребята», которую Мэнсон выпустил во время их тура «Heaven Upside Down», была записана специально для саундтрека к фильму, несмотря на то, что появилась в рекламе в 2018 году для телесериала «Титаны» и была выпущена в качестве сингла в 2018 году. В феврале 2020 года было выявлено, что Марк Сноу написал музыку к окончательной версии фильма, хотя дополнительная музыка, написанная Уолкоттом и Могисом, всё ещё должна была использоваться в саундтреке, песня «Cry Little Sister» не появилась в официальном саундтреке.

## Маркетинг
Первый трейлер фильма был выпущен в октябре 2017 года, в пятницу, 13-е, с акцентом на ужасы, вдохновлённым успехом фильма «Оно», который был выпущен месяцем ранее. Сара Вилкомерсон из Entertainment Weekly чувствовала, что трейлер выполнил обещание Буна о другом типе фильма о Людях Икс и был «жутким». Вилкомерсон также отметила использование в трейлере песни «Another Brick in the Wall, Part 2» группы «Pink Floyd»; заглавная обработка фильма, представленная в трейлере, напоминает о лечении, используемом для этой песни. Алекс Маклеви, пишущий для The A.V. Club также чувствовал, что Бун выполнил своё обещание «прямого фильма ужасов», и сказал: «Поздравляю эту творческую команду за то, что она попробовала что-то другое с супергеройским жанром». В статье для /Film Хоай-Тран Буй сказал, что фильм выглядел как бутылочный эпизод для франшизы «Люди Икс», и отметил, что рассказ отдельной истории привёл к успеху «Дэдпула». Буй также сравнил тон трейлера с «Очень странными делами» (в котором Хитон также играет Джонатана Байерса) и выступление Браги в роли Рейес с медсестрой Рэтчед. Бун, Ли, Брага, Зага и Сенкевич рекламировали фильм на панели Comic Con Experience 2017 года, где они также рассказали о своих планах на будущие фильмы.
Новый трейлер, включающий изменения, внесённые в фильм после приобретения Disney-ем Fox, был выпущен 6 января 2020 года. Бун отправил трейлер Сенкевичу в декабре 2019 года, и художник комиксов назвал его «феноменальным». Он заявил, что элементы ужасов всё ещё присутствуют в трейлере, но теперь на него также повлиял стиль Disney Marvel Studios, которая, по его словам, дала последнюю версию фильма «благословений Marvel». Айя Романо из Vox также сравнила элементы ужасов этого трейлера с «Очень странным деламиэ и чувствовала, что фильм выглядит „очень интересным, хотя и предсказуемым, весёлым“. Чарльз Пуллиам-Мур из io9 похвалил более комичные точные способности супергероев, включённые в новый трейлер, особенно Мэджик, и чувствовал, что менее супергеройские элементы могут спасти фильм от „провала“, такого как „Тёмный Феникс“». В статье о трейлере в журнале Forbes Скотт Мендельсон сказал, что фильм «кажется довольно похожим по содержанию и тону на то, что всегда было обещано», и обсудил его интересную позицию как «просто фильм», когда франшиза «Люди Икс» закончилась, а будущие фильмы «Новых мутантов» маловероятны после того, как Marvel Studios взяла под свой контроль фильмы, основанные на мутантах".
За несколько недель до даты выхода фильма в апреле 2020 года Грэм Макмиллан из The Hollywood Reporter обсудил несколько телевизионных роликов. Он заявил, что первые два, названные «Пробуждение» и «Побег», следовали тону и стилю предыдущих трейлеров, в то время как третий, «Отношение», представлял фильм больше похожим на традиционный супергеройский фильм, сосредоточившись на экшене, шутках и суперспособностях. Макмиллан чувствовал, что это был резкий сдвиг в маркетинге, учитывая, что «Отношение» было выпущено спустя неделю после двух других роликов, и задался вопросом, заключается ли изменение тона в том, чтобы привести маркетинг в соответствие с фильмом или просто в попытке повысить интерес к фильму, напоминая зрителям о других популярных супергеройских фильмах.
Панель для фильма была проведена во время виртуального съезда Comic-Con@Home 2020 года с Буном и членами актёрского состава. Также, чтобы объявить панель, был выпущен тизер фильма. Итан Астертон из /Film чувствовал, что Тейлор-Джой «отлично ссылалась на себя» как на Мэджик в тизере, и чувствовал, что кадры «не выглядят наполовину плохими», хотя он не мог сказать, что был взволнован фильмом из-за его обширных задержек. Андертон также задался вопросом, будет ли дата выхода фильма установлена на 28 августа 2020 года, учитывая, что даты выхода более громких фильмов, таких как «Довод» и «Мулан», перенесли обратно на август, и задавался вопросом, объявит ли панель Comic-Con новую дату выхода или переход на Disney+. Жермен Люсье из io9 также чувствовал, что Disney будет использовать панель Comic-Con, чтобы объявить о новых планах выхода фильмов, но группа подтвердила дату выхода фильма 28 августа, признав при этом многочисленные задержки фильма. Начальная сцена фильма была раскрыта во время обсуждения, к которому присоединился Сенкевич, чтобы обсудить новый постер, который он нарисовал.

## Показ

### Кинотеатральный показ
Фильм был выпущен 28 августа 2020 года в США. Первоначально он должен был выйти 13 апреля 2018 года, прежде чем дата выхода была перенесена на 22 февраля 2019 года, чтобы избежать конкуренции с «Дэдпулом 2», а затем на 2 августа того года, чтобы избежать конкуренции с «Тёмным Фениксом». Дата выхода была перенесена на 3 апреля 2020 года после того, как Disney приобрела Fox, а затем в марте 2020 года фильм был убран из расписания Disney из-за пандемии COVID-19. Disney перенесла фильм на 28 августа 2020 года, спустя два месяца. Различные задержки привели к тому, что несколько онлайн-комментаторов назвали фильм «проклятым» и сожалели о его невезении. Бун и актёрский состав фильма признали это проклятие во время съезда Comic-Con@Home 2020 года, который включал в себя «дерзкий тизер-трейлер», в котором рассказывались даты выхода фильма и заканчивались запиской «Скрещённые пальцы» рядом с датой 28 августа. Бун также раскрыл, что кинотеатральный показ гарантировали различные контракты, подписанные на фильм, не позволяя ему выйти на Disney+ или Hulu.

### Выход на видео
17 ноября 2020 года фильм был выпущен на DVD, Blu-ray и Ultra HD Blu-ray компанией Walt Disney Studios Home Entertainment.

## Реакция

### Кассовые сборы
Фильм заработал 23,9 миллиона долларов в США и 25,3 миллиона долларов на других территориях на общую сумму 49,2 миллиона долларов по всему миру.
Фильм, по прогнозам, в первый уик-энд должен был заработать 5-10 миллионов долларов из 2412 кинотеатров. Фильм заработал 3,1 миллиона долларов в первый день, в том числе 750 000 долларов с предпоказов в четверг вечером. Он дебютировал на сумму 7 миллионов долларов, заняв первое место в прокате. Поскольку в стране были открыты 62 % театров (работают на 25-50 %), аудитория составляла 66 % мужчин, а 61 % — от 18 до 34 лет. Во второй уик-энд сборы упали на 59 % до 2,9 миллионов долларов, несмотря на добавление более 340 кинотеатров, заняв второе место в прокате после «Довода», а затем 2,1 миллионов долларов в третий уик-энд и 1,6 миллионов долларов в четвёртый.
На международном уровне фильм был выпущен день выхода в США в 10 странах и заработал 2,9 миллиона долларов в первые уик-энд, в том числе 1,1 миллиона долларов во Франции, 500 000 долларов в Испании и 400 000 долларов на Тайване. Расширив свой второй уик-энд до 30 стран, фильм заработал ещё 4,2 миллиона долларов.

### Критика
На «Rotten Tomatoes» фильм имеет рейтинг 35 % на основе 133 отзывов со средней оценкой 4,8 из 10. Консенсус сайта гласит: «Отдавая список возможно взрывопасных ингредиентов, в основном инертных, „Новые мутанты“ — это спин-офф франшизы, который меньше суммы его сверхмощных частей». На «Metacritic» фильм имеет среднюю оценку 43 из 100, основанную на 20 отзывах, что указывает на «смешанные или средние отзывы».
В статье для The Hollywood Reporter Джордан Минцер сказал: «Общая и, в лучшем случае, напряжённая, чтобы быть искренним, адаптация режиссёром Джошем Буном серии комиксов Marvel сама по себе является спин-оффом Marvel, делая расплывчатые отсылки на франшизу „Люди Икс“, но пытаясь идти самостоятельно. К сожалению, это редко бывает, даже если троице молодых и жёстких женских лидеров фильма удаётся придать вашему типично мужскому жанру что-то вроде женственного поворота». Питер Дебрюдж из Variety сказал: «Несмотря на все вмешательства, через которые, как сообщается, прошёл фильм, в конце концов „Новые мутанты“ чувствуют себя довольно последовательными. Чего он не достигает, так это собственной запоминающейся личности».
Эми Николсон из The New York Times написала: «Снятые в 2017 году Джошем Буном… „Новые мутанты“ провели три года на льду, прежде чем они выбраться в самый медленный летний сезон за столетие. Это подходит для фильма, который накапливается без взрыва». Барри Герц из The Globe and Mail дал фильму 1,5 звезды из 4, написав: «Вместо того, чтобы направить своё вдохновение в одно уникальное видение, которое он мог бы назвать своим собственным, Бун сделал Франкенштейна фильма франшизы, гигантского лифта, который ведёт прямо к подвалу оригинальности».
В дни, предшествовавшие выходу фильма, несколько крупных изданий, включая RogerEbert.com, IndieWire, The A.V. Club и The Boston Globe отказались от просмотра фильма, сославшись на отсутствие у Disney социально дистанционных показов для прессы или цифровых потоковых ссылок и отметив, что небезопасно посещать традиционный публичный показ из-за пандемии COVID-19.

### Награды
Фильм номинировался за лучший плакат триллера на церемонии вручения премии «Золотой трейлер» 2018 года. В 2021 году фильм был номинирован на премию «Сатурн» за лучший фильм — экранизацию комикса.

### Сравнение с комиксами
Соавтор комиксов «Новые мутанты» Боб Маклеод выразил разочарование фильмом за неточное изображение персонажей, в том числе за побеливание Роберто, двурасового чёрного персонажа в комиксах, заявив, что исполнивший его актёр не был «коротким и темнокожим». Он также раскритиковал фильм за неправильное написание своего имени в титрах как «MacLeod». Написание было исправлено для домашнего пресс-релиза. Критика также была направлена на Брагу, бразильскую женщину, играющую доктора Сесилию Рейес, пуэрто-риканского персонажа. Маклеод также чувствовал, что вписывание фильма в жанр ужасов было ошибкой и что, скорее всего, было бы лучше, если бы это был простой фильм происхождения, похожий на графический роман, который он и Крис Клермонт создали вместе.

## Отменённые продолжения
Бун и Ли первоначально представили Кинбергу фильм как первую часть трилогии. В октябре 2017 года Бун сказал, что персонажи Уорлок и Карма появятся в продолжениях. В декабре Бун и Ли сообщили, что они заинтересованы в съёмках первого продолжения в Бразилии и что отец Санспота Эммануэль да Коста сыграет определённую роль во франшизе. Объясняя свои планы по продолжениям, Бун сказал, что хочет, чтобы каждый фильм в трилогии был другим фильмом ужасов. Первый фильм — это «сверхъестественный фильм ужасов с резиновой реальностью», второй фильм был бы фильмом об инопланетном вторжении с участием Уорлока, а третий фильм был бы апокалиптическим фильмом ужасов, вдохновлённым сюжетной линией «Inferno». Бун подтвердил, что действие второго фильма будет происходить в Бразилии и будет включать в себя Антонио Бандераса в роли Эммануэля да Косты. Карма должна была быть представлена как злодейка, но к концу фильма вместе с Уорлоком присоединилась бы к Новым мутантам. Бун добавил, что в первом продолжении были бы исследованы связи Эммануэля да Косты с Клубом Адского Пламени, и он сказал, что общий тон этого фильма всё равно был бы вдохновлён версией Клермонта и Сенкевича. Бун хотел, чтобы Саша Барон Коэн сыграль роль Уорлока посредством захвата движения, и обсуждал роль с Коэном во время производства первого фильма.
В марте 2019 года Disney официально приобрела Fox и получила права на нескольких персонажей Marvel Comics для Marvel Studios, включая Новых мутантов. Фильмы Marvel, которые разрабатывала Fox, были «приостановлены». В марте 2020 года Бун заявил, что, хотя маловероятно, что продолжение «Новых мутантов» может быть сейчас сделано, когда персонажи Людей Икс интегрируются в кинематографическую вселенную Marvel, он всё ещё надеялся, что фильм будет достаточно успешным, чтобы можно было сделать продолжение. В августе того же года Бун подтвердил, что включить фильм в КВМ не планируется.